# Micraeschus rosellus
Micraeschus rosellus är en fjärilsart som beskrevs av George Francis Hampson 1893. Micraeschus rosellus ingår i släktet Micraeschus och familjen nattflyn. Inga underarter finns listade i Catalogue of Life.